# 严重秽物现象研讨会
当代世界严重秽物现象研讨会于2009年8月8日在马来西亚雪兰莪州莎阿南市马来西亚标准与工业研究所视听室举行。该项研讨会的目的是成为学者们交流和共享学术专业的平台，以便从学术角度来探讨“猪”，意在找出“猪”在马来西亚所引起的马来人敏感、人权、养猪场对环境的影响等课题的解决方案。
根据马来西亚清真认证标准（MS 1500：2004），严重秽物（Mughallazah）指狗和猪，包括从它们的排泄处、后裔和衍生物上所排出的任何液体和固体。

## 举办方
该项研讨会由马来西亚宗教司协会雪兰莪州分会、马来西亚标准与工业研究所穆斯林职工会、博特拉大学穆斯林学生会、博特拉大学兽医学院联合举办。

## 学术论文
研讨会提呈了10份学术论文，其中包括：
- 《回教徒可使用食品标准MS1500:2004简介》，由SIRIM公司的Mohd Yusof Arbain提呈
- 《从回教与其他宗教的信仰角度来看猪》，由马来西亚宗教司协会雪兰莪州分会的Rumaizi Ahmad
- 《猪在科学与工艺领域的用处》，由博特拉大学的拿督Sheikh Omar Abdul Rahman博士
- 《大马养猪业的现代化》，由副教授罗德循博士（Loh Teck Chwen，博特拉大学华裔讲师[1]）提呈
- 《回教律法如何看待猪制成品的使用》
- 《从兽医学论猪：根据回教律法指南》